# Indian Jealousy
Indian Jealousy è un cortometraggio muto del 1912 diretto da Allan Dwan.

## Produzione
Il film fu prodotto dalla Flying A (American Film Manufacturing Company). Venne girato in California, a La Mesa.

## Distribuzione
Distribuito dalla Film Supply Company, il film - un cortometraggio di 215 metri - uscì nelle sale cinematografiche USA il 22 luglio 1912 e in quelle britanniche l'11 settembre dello stesso anno. Nelle proiezioni, veniva programmato con il sistema dello split reel, accorpato in un'unica bobina con un altro cortometraggio prodotto dall'American Film Manufacturing Company, il documentario San Diego.